# Top 8 2019
El Top 8 de 2019 fue la 72° edición del torneo de rugby de primera división de Chile.

## Sistema de disputa
Cada equipo disputó encuentros frente a cada uno de los rivales en condición de local y de visitante, totalizando 14 partidos cada uno.
Finalizada la fase regular los cuatro primeros equipos clasificaron a semifinales.
El equipo que al finalizar en la séptima posición disputó un repechaje frente al séptimo clasificado del Súper 8
El último clasificado descendió directamente al Súper 8 2021.
Puntuación
Para ordenar a los equipos en la tabla de posiciones se los puntuará según los resultados obtenidos.
- 4 puntos por victoria.
- 2 puntos por empate.
- 0 puntos por derrota.
- 1 punto bonus por ganar haciendo 3 o más tries que el rival.
- 1 punto bonus por perder por siete o menos puntos de diferencia.

## Clasificación
| Pos. | Equipo               | Encuentros | Encuentros | Encuentros | Encuentros | Tantos | Tantos | Tantos | PB | PB | Puntos |
| Pos. | Equipo               | PJ         | PG         | PE         | PP         | F      | C      | Dif    | BO | BD | Puntos |
| ---- | -------------------- | ---------- | ---------- | ---------- | ---------- | ------ | ------ | ------ | -- | -- | ------ |
| 1.º  | COBS                 | 14         | 11         | 0          | 3          | 441    | 281    | +160   | 8  | 3  | 55     |
| 2.º  | Old Boys             | 14         | 10         | 0          | 4          | 377    | 245    | +132   | 6  | 1  | 47     |
| 3.º  | Universidad Católica | 14         | 9          | 0          | 5          | 353    | 342    | +11    | 5  | 1  | 42     |
| 4.º  | PWCC                 | 14         | 7          | 0          | 7          | 449    | 284    | +165   | 5  | 5  | 38     |
| 5.º  | Old John's           | 14         | 8          | 0          | 6          | 290    | 322    | -32    | 4  | 1  | 37     |
| 6.º  | Old Macks            | 14         | 5          | 1          | 8          | 324    | 367    | -43    | 6  | 3  | 31     |
| 7.º  | Old Reds             | 14         | 3          | 0          | 11         | 261    | 518    | -257   | 5  | 2  | 19     |
| 8.º  | Los Troncos          | 14         | 2          | 1          | 11         | 241    | 377    | -136   | 0  | 4  | 14     |

|  | Semifinalistas.                           |
|  | Clasificado al repechaje por el descenso. |
|  | Desciende al Súper 8 2021.                |

## Fase Final

### Semifinales
| 28 de septiembre de 2019 | Old Boys | 18 - 21 | Universidad Católica |  |  |

| 28 de septiembre de 2019 | COBS | 20 - 23 | PWCC |  |  |

#### Final
| 5 de octubre de 2019 | Universidad Católica | 24 - 21 | PWCC |  |  |

| Bandera de Chile             |
| Campeón Universidad Católica |
| Vigésimo título              |

## Promoción
|  | Semifinal      | Semifinal      | Semifinal |           |          | Final    | Final | Final |  |
|  |                |                |           |           |          |          |       |       |  |
|  |                |                |           |           |          |          |       |       |  |
|  | Old Reds       | Old Reds       | 27        |           |          |          |       |       |  |
|  | Old Reds       | Old Reds       | 27        |           |          |          |       |       |  |
|  | Old Georgians  | Old Georgians  | 8         |           |          |          |       |       |  |
|  | Old Georgians  | Old Georgians  | 8         |           | Old Reds | Old Reds | 29    |       |  |
|  |                |                |           |           | Old Reds | Old Reds | 29    |       |  |
|  |                |                | Alumni SC | Alumni SC | 21       |          |       |       |  |
|  | Alumni SC      | Alumni SC      | Alumni SC | Alumni SC | 21       | 22       |       |       |  |
|  | Alumni SC      | Alumni SC      |           |           |          | 22       |       |       |  |
|  | Stade Francais | Stade Francais | 17        |           |          |          |       |       |  |
|  | Stade Francais | Stade Francais | 17        |           |          |          |       |       |  |
|  |                |                |           |           |          |          |       |       |  |

- Old Reds se mantiene en la categoría para la próxima temporada.